# Gaia DR2

Häufung der Objekte am Firmament.
Farbkodierung: sehr wenige sehr viele Objekte pro Quadratgrad

Gaia DR2 ist ein Sternkatalog veröffentlicht von DPAC am 25. April 2018 mit rund 1,7 Milliarden Objekten, der auf den Beobachtungen der Raumsonde Gaia beruht. Gaia DR2 steht als Abkürzung für Gaia Data Release2 und ist nach Gaia DR1 die zweite große Veröffentlichung der Gaia-Mission. Gaia DR2 enthält außer Daten zu Sternen auch Informationen über Doppelsterne, veränderliche Sterne, Quasare und Asteroiden.

## Datengrundlage

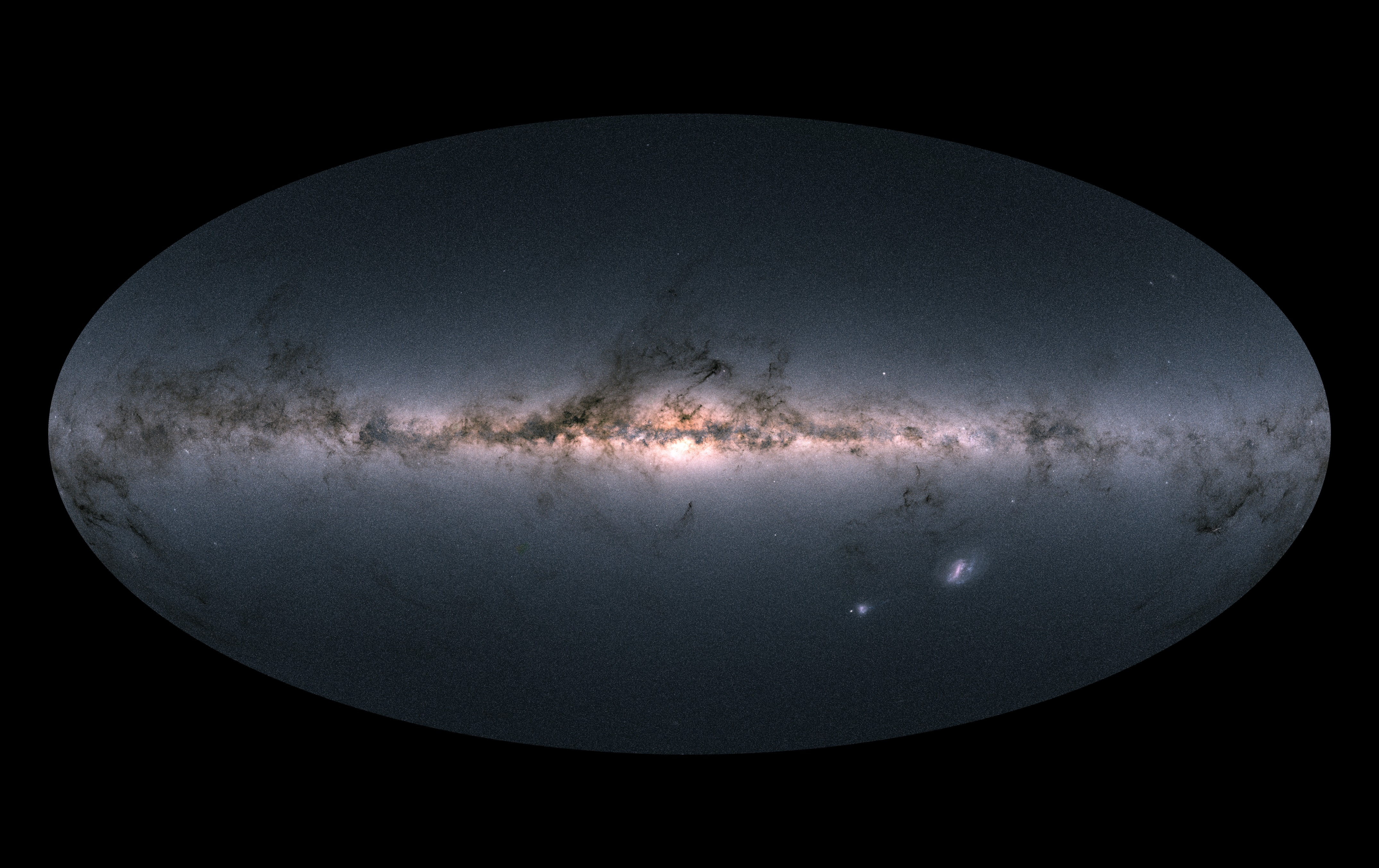
Karte der Sterne mit Farben. Jeder helle Punkt entspricht einem Katalogeintrag, die Farbe entspricht den Daten der Photometer.

Der erste Sternkatalog Gaia DR1 beruhte auf den ersten 14 Monaten Beobachtungszeit. DR1 arbeitete mit der Initial Gaia Source List (IGSL), einer Objekteliste, die aus mehreren älteren Katalogen zusammengestellt wurde. Bei einem Teil von Gaia DR1 wurden Daten des Tycho-2-Katalogs und des Hipparcos-Katalogs mit Gaia-Daten zur Tycho-Gaia Astrometric Solution (TGAS) kombiniert.
Die Daten von DR2 basieren ausschließlich auf den Beobachtungen Gaias aus 22 Monaten Beobachtungszeit vom 25. Juli 2014 bis 23. Mai 2016. Die anfänglichen Objektelisten und die Ergebnisse von TGAS wurden in DR2 nicht weiter verwendet. Für die Kalibration der Magnituden wurde der Gaia Spectrophotometric Standard Star Catalog (SPSS) verwendet.

## Neue Objekt ID
DR2 ist eine eigenständige Veröffentlichung nur aus Gaia-Daten, beruhend auf anderen Grundlagen und Prinzipien als DR1 und ist somit keine neuere Version des Gaia DR1-Katalogs. Aus den gesammelten Daten wurde eine neue interne Objekteliste erstellt, der Main Data Base Catalogue (MDB) mit ungefähr 2,5 Milliarden Objekten, der als Grundlage für DR2 dient. Die Objekte bekamen neue Objekt-IDs. Objekte aus DR1 können im DR2 nicht mehr vorhanden sein, zu mehreren getrennten Objekten werden oder mehrere Objekte können zu einem neuen Objekt zusammengelegt werden. Diese Effekte können beispielsweise durch Doppeleinträge und andere Fehler in der IGSL verursacht sein.
Anfänglich können mehrere Beobachtungen fälschlicherweise nur einem Objekt zugeordnet werden, aber es stellt sich heraus, dass es tatsächlich mehrere Objekte sind. Unterschiedliche Beobachtungen können anfänglich den Eindruck entstehen lassen, dass es mehrere Objekte gibt, die sich hinterher aber als nur ein Objekt erweisen. Einem Objekt können fälschlich Beobachtungen zugeordnet worden sein, die aber zu einem anderen Objekt gehören und deswegen verändern sich die ermittelten Daten des Objekts. Mit besser bekannten Positionen können die einzelnen Beobachtungen besser einem bestimmten Objekt zugeordnet werden und die irrtümlichen Zuordnungen können fortschreitend korrigiert werden.
Die neu generierte Objekteliste verhindert die Weiterführung von Problemen jedweder Art aus der IGSL oder den Katalogen, die der IGSL zugrunde liegen oder aus anfänglich falsch zugeordneten Daten. Ungefähr 80–90 % aller IDs bei Objekten mit G-Magnitude < 16 haben sich zwischen DR1 und DR2 verändert, bei G≈18 sind es circa 20 % und der Prozentsatz reduziert sich mit wachsender Magnitude, bei G=20 sind es dann ungefähr 0 %. Aus der MDB wurden in DR2 nur die Objekte veröffentlicht, die den Qualitätskriterien genügen und die eine genügende Zahl von Beobachtungen haben.
Eine Ausnahme besteht in der Identifikation der Quasare, diese wurde noch nicht anhand der Spektren identifiziert, sondern noch anhand bestehender Kataloge, die Quasare und aktive galaktische Kerne verzeichnen.
Für Gaia DR2 wurden 51 Milliarden registrierte Objekte und 520 Milliarden astrometrische Messungen vom astrometrischen Feld sowie 102 Milliarden niedrig aufgelöste Spektren der beiden Photometer ausgewertet.

## Magnituden
Für die Messung der scheinbaren Helligkeiten (Magnituden) der Objekte wurde ein anderes photometrisches System als bei DR1 verwendet. Die Passbänder, die durch die spektralen Empfindlichkeiten der Detektoren sowie die Transmissivitäten der Filter und anderer optischer Komponenten bestimmt sind, wurden neu kalibriert. Die gemessenen Helligkeiten werden entsprechend als GBP für Messungen mit dem blauen Photometer (Wellenlängenbereich 330–680 nm) und GRP für das rote Photometer (Wellenlängenbereich 640–1000 nm) bezeichnet. Hinzu kommt die ungefilterte G-Band-Magnitude (G), die den gesamten Wellenlängenbereich von 350 bis 1000 nm abdeckt. Eine Messung von G, GBP und GRP ergeben zusammen eine Drei-Band-Photometrie. Das Radialgeschwindigkeitsspektrometer (RVS) ermittelt bei helleren Objekten eine zusätzliche Magnitude GRVS für den kleinen Spektralbereich von 845 bis 872 nm. Für DR2 konnte GRVS noch nicht ausreichend kalibriert werden, so dass diese Werte in noch nicht enthalten sind.

## Abgleich zwischen verschiedenen Katalogen
Es gibt eine Möglichkeit IDs von DR1 und DR2 nachzuverfolgen. Es gibt einen Abgleich mit Objekten aus Hipparcos-2, Tycho-2, 2MASS Point Source Cataloge, SDSS DR9, Pan-STARRS, GSC2.3, PPM-XL, AllWISE und URAT-1.
Alle Daten von DR2 sind über das Internet seit dem 25. April 2018 frei über jedes der fünf Datenzentren des Gaia-Archivs abrufbar. Es gibt außer der Pflicht zur Angabe der Quelle keine Beschränkung in der Nutzung dieser Daten. Die Originaldaten liegen als CSV und unsortiert vor. Die Rektaszension gilt dabei für die Epoche 2015.5. Eine inoffizielle Quelle liefert die Daten tabellarisch in 1-Grad-Zonen und nach auf 2000.0 zurückgerechneter Rektaszension sortiert. Zum Durchsuchen der Datenbank kann die Anfragesprache ADQL (Astronomical Data Query Language) verwendet werden.

## Ergebnis

Objekte und Daten in DR2, Visualisierung. Quelle: ESA

| Art der Objekte | Anzahl        | verfügbare Daten | Messunsicherheit | sonstige Unsicherheiten                                                   |
| --- | ------------- | --- | --- | ------------------------------------------------------------------------- |
| Objekte mit G-Band-Magnitude gesamt (ohne Sonnensystemobjekte) | 1.692.919.135 | Position (α, δ), G-Band-Magnitude (G) | allgemeine systematische Unsicherheit < 0,1 mas (gemittelt) | G-Magnitude (mmag) - G < 13: 0,3 - G = 17: 2 - G = 20: 10                 |
| Objekte mit nur zwei Parametern bis G ≈ 21 | 361.009.408   | Position, G-Band-Magnitude. Überwiegend lichtschwache Objekte.                                                                                                | Position (mas) - G = 20: 2 (J2015.5) | G-Magnitude (mmag) - G < 13: 0,3 - G = 17: 2 - G = 20: 10                 |
| Objekte mit mindestens fünf Parametern, Magnitude G = 21 bis G ≈ 3                                                                                                  | 1.331.909.727 | - Position (α, δ), - G-Band-Magnitude - Parallaxe {\displaystyle \varpi } - Winkelgeschwindigkeit (μα, µδ),                                                   | Position und Parallaxe (mas) - G < 15: 0,02–0,04 - G = 17: 0,1 - G = 20: 0,7 - G = 21: 2 Eigenbewegung (mas/Jahr) - G < 15: 0,07 - G = 17: 0,2 - G = 20: 1,2 - G = 21: 3 |                                                                           |
| Davon Objekte mit fünf Parametetern plus Radialgeschwindigkeit (sechs Parameter) - Magnitude GRVS = 4 bis GRVS ≈ 13. - Temperaturbereich (Teff) von 3550 bis 6900 K | 7.224.631     | - Position (α, δ) - G-Band-Magnitude - Parallaxe {\displaystyle \varpi } - Winkelgeschwindigkeit (μα, µδ), - Radialgeschwindigkeit                            | Position und Parallaxe (mas) - G < 15: 0,02–0,04 - G = 17: 0,1 - G = 20: 0,7 - G = 21: 2 Eigenbewegung (mas/Jahr) - G < 15: 0,07 - G = 17: 0,2 - G = 20: 1,2 - G = 21: 3 | Radialgeschw. (km/s) - GRVS < 8: 0,3 - GRVS = 10: 0,6 - GRVS = 11,75: 1,8 |
| Objekte mit Daten des blauen Photometers (BP) | 1.381.964.755 | - Position - G-Band-Magnitude - GBP Magnitude / GRP Magnitude                                                                                                 | | GBP und GRP (mmag) - G < 13: 2 - G = 17: 10 - G = 20: 200                 |
| Daten des roten Photometers (RP) | 1.383.551.713 | - Position - G-Band-Magnitude - GBP Magnitude / GRP Magnitude                                                                                                 | | GBP und GRP (mmag) - G < 13: 2 - G = 17: 10 - G = 20: 200                 |
| Variable Objekte mit Lichtkurven | 550.737       | Cepheiden, RR Lyrae, Mira und halbregelmäßige Kandidaten, High-Amplitude Delta Scuti, BY Draconis-Kandidaten, SX Phoenicis-Kandidaten, kurzzeitige Phänomene. | |                                                                           |
| Sonnensystemobjekte (Bekannte Asteroiden) | 14.099        | - Epochen Alle Daten von Sonnensystemobjekten werden an das Minor Planet Center (MPC) weitergeleitet.                                                         | Position - 96 % im Bereich von ± 5 mas - 52 % im Bereich von ±1 mas, jeweils in Scanrichtung                                                                             |                                                                           |
| Gaia Celestial Reference Frame 2 (GCRF2) | 556.869       | Quasare für den Referenzrahmen | Position (mas) - G < 18: 0,12 - G < 20: 0,5 - G ≥ 20: 0,8 - systematische Unsicherheit 20–30 μas                                                                         | Rotation gegen ICRF - < 10 μas/Jahr                                       |
| ICRF3 Objekte | 2.820         | | Position (mas) - G < 18: 0,12 - G < 20: 0,5 - G ≥ 20: 0,8 - systematische Unsicherheit 20–30 μas                                                                         | Rotation gegen ICRF - < 10 μas/Jahr                                       |
| Effektive Temperatur Teff | 161.497.595   | | - 324 K |                                                                           |
| Extinktion AG und Farbindex E (GBP-GRP) | 87.733.672    | - Extinktion - Farbindex GBP - GRP | - AG: 0,46 mag - E: 0,23 mag |                                                                           |
| Radius (R) und Leuchtkraft (L) | 76.956.778    | | - R = 10 % - L = 15 % |                                                                           |

## Gaia Celestial Reference Frame (GCRF2)
Gaia DR2 enthält die Positionen von 556.869 Quasaren mit G-Magnitude {\displaystyle \simeq } 16 bis 21. Sie bilden ein eigenes Bezugssystem für die Vermessung der Sternenörter. Nullpunkt für dieses Messsystem ist das Baryzentrum des Sonnensystems, die Rotationsachse ist gegenüber diesen weit entfernten Objekten fest und stimmt mit der des ICRF überein. Für Gaia DR2 wurde dieser Bezugsrahmen mit einer Vorabversion des ICRF3 abgeglichen. Eine Teilmenge von gemeinsamen 2820 Objekten stimmt in der Position mit der Vorabversion von ICRF3 sehr gut überein.
Im Gegensatz zu den anderen Objekten wurden die Quasare von Gaia DR1 und DR2 noch nicht anhand der photometrischen Daten, sondern noch anhand von bestehenden Katalogen identifiziert und abgeglichen. Für den Abgleich wurde die Vorabversion von ICRF3 und der 1,4 Millionen Objekte enthaltende AllWISE AGN Katalog verwendet, der aktive galaktische Kerne sichtbar im mittleren Infrarot-Bereich verzeichnet. Für ungefähr die Hälfte der Objekte konnte Gaia bisher mindestens einmal eine Entsprechung im optischen Bereich finden.

## Catalogue of Radial Velocity Standard Stars (RVSS)
Das RSV-Instrument hat keine eigene Kalibrierungsmöglichkeit. Für DR2 wurden die Radialgeschwindigkeiten anhand einer Sammlung von Sternen kalibriert, deren Radialgeschwindigkeiten durch vorhergehende erdbasierte Beobachtung schon bekannt waren. Diese Sterne dürfen kaum Helligkeitsveränderungen aufweisen, dürfen in der Position nicht nahe an anderen ähnlichen Sternen stehen und müssen in einem bestimmten Magnitudenlimit liegen und sollen den Himmel gleichmäßig abdecken. Es gab keinen Katalog, der Sterne mit diesen Bedingungen abdeckte, somit musste für diesen Zweck ein Katalog geschaffen werden, der Catalogue of Radial Velocity Standard Stars (RVSS).
Eine erste Liste, gültig zur Zeit des Starts von Gaia, enthielt 1420 Standardsterne, die auch im Hipparcos-Katalog zu finden sind, diese hatten aufgrund von Messreihen bis dahin eine bekannte Radialgeschwindigkeit mit einer Restunsicherheit von maximal 300 m/s. Anhand der Datenmodelle wurde erkannt, dass Gaia damit im Durchschnitt einen dieser Sterne pro Stunde vermessen würde, aber für eine zufriedenstellende Kalibrierung waren mindestens zwei Standardsterne pro Stunde nötig. Eine neue Liste enthält nun 4813 Standardsterne, 2712 davon erfüllten nun die verschärfte Bedingung einer verbleibenden Restunsicherheit von maximal 100 m/s, somit wurden diese für die Kalibrierung ausgewählt, die übrigen Sterne der Liste wurden für die Validierung der Ergebnisse herangezogen. Um genügend Messungen für jeden dieser Sterne zu haben, wurde ein Beobachtungsprogramm gestartet. An diesem Programm waren fünf Sternwarten mit spezialisierten Instrumenten für eine präzise Messung der Radialgeschwindigkeiten beteiligt: SOPHIE, HARPS, ELODIE, CORALIE, und NARVAL auf dem Pic du Midi de Bigorre. Für die Nullpunktbestimmung wurden Asteroiden mit sehr genau bekannten Bahndaten ausgewählt. Da die Bewegung des Asteroiden bekannt ist, kann der Doppler-Effekt präzise berechnet und damit der Nullpunkt sehr genau festgelegt werden.

## Bekannte Grenzen
Der Main Data Base Catalogue (MDB) mit allen registrierten Beobachtungen enthält ungefähr 2,5 Milliarden Objekte. Gaia DR2 ist trotz aller Verbesserungen gegenüber Gaia DR1 immer noch ein vorläufiger Katalog auf begrenzter Datenbasis. Nicht alle bis dahin gesammelten Daten und Objekte wurden tatsächlich ausgewertet und veröffentlicht. Ein Teil der Daten wurde vor der Veröffentlichung ausgefiltert, wenn die Datenmenge nicht ausreichte, oder die Werte zu starke Abweichungen hatten.

### Vollständigkeit
Der Katalog ist weitgehend vollständig im Magnitudenbereich zwischen G = 12 und G = 17. Die Vollständigkeit für helle Objekte wurde verbessert, es fehlt aber ein Teil der Objekte für G≲7. Am lichtschwächeren Ende gibt es keine klare Definition des Magnitudenlimits. Das Limit hängt stark von der Himmelsposition ab. Bei einer Dichte von über 400.000 Sternen pro Quadratgrad ist das Limit ungefähr G = 18. Da die Zahl der Beobachtungen eine Rolle spielt, ist die Dichteverteilung der Objekte immer noch nicht gleichmäßig. Die Erkennung von Objekten in der Nähe von sehr hellen Objekten wurde verbessert, ist aber noch nicht optimal. Sterne mit sehr hoher Eigenbewegung konnten besser erfasst werden, es fehlen aber ungefähr 20 % der Objekte mit Eigenbewegung > 0,6 arcsec/Jahr. Die Winkelauflösung hat sich gegenüber DR1 verbessert auf 0,4 arcsec.

### Astrometrie
Es gibt systematische Fehler abhängig von der Himmelsposition, Magnitude und Farbe, die auf unter 0,1 mas geschätzt werden. Es gibt einen durchschnittlichen Parallaxen-Nullpunkt von -30 μas. Eine kleine Menge von Objekten mit gestörten Parallaxen lässt sich an ungewöhnlich großen positiven oder negativen Werten erkennen. Die astrometrischen Unsicherheiten sind mathematisch abgeleitet aus den Daten und wurden nicht an externen Daten kalibriert. Die Werte sind ungefähr 7–10 % unterschätzt für lichtschwache Objekte mit G > 16 außerhalb der galaktischen Ebene und ungefähr 30 % für Sterne mit G < 12. Die Qualität der astrometrischen Daten für Objekte mit einer Magnitude von heller als 6 ist generell schwächer als die übrigen Daten. Die meisten der 361 Millionen Objekte mit nur zwei Parametern befinden sich am lichtschwachen Ende der Magnitudenskala. Eine Studie stellte fest, dass ein Teil der hellen Objekt mit G < 5 durch ein Kalibrierungsproblem große systematische Fehler bei den Angaben zur Parallaxe enthalten können.

### Photometrie
Die Ergebnisse der Photometrie sind beeinträchtigt am lichtschwachen Ende bei G > 19. Faktoren sind das Streulichtproblem der Sonde, die Einschätzung der Hintergrundhelligkeit ist nicht genau genug und es gab noch keine spezielle Behandlung der Daten, um Einflüsse durch Überlagerung und nahe helle Objekte zu eliminieren. Laut Definition ist G = GBP + GRP. Es gibt jedoch inkonsistente Lichtflussmessungen, bei denen der Lichtfluss von G nicht mit der Summe aus GBP und GRP übereinstimmt. Die Abweichung von diesem Wert wird mit dem Flux-Excess-Factor ausgedrückt.

### Radialgeschwindigkeit
Es wurden noch keine Radialgeschwindigkeiten (RV) für metallreiche Sterne mit starken überlagernden Emissionslinien bestimmt. Überlagernde spektroskopische Doppelsterne werden behandelt wie Einzelsterne und nur eine mittlere Radialgeschwindigkeit wird angegeben. Radialgeschwindigkeiten sind für manche Arten von Doppelsternen noch nicht berechnet, solche Objekte fehlen.
2019 fand Douglas Boubert et al. ein Problem mit den Messungen der Radialgeschwindigkeiten. Bei näherer Untersuchung stellte sich heraus, dass bei einem Teil der Werte die Spektren von benachbarten hellen Objekten überlagert werden und damit die Ergebnisse verfälschten. Das Problem tritt vor allem in Regionen mit hoher Sternendichte auf und es wurde eine Liste erstellt, die möglicherweise vom Problem betroffene Objekte aufzählt. Die Liste umfasst 70,365 möglicherweise kontaminierte Objekte, davon 4,000 mit eindeutig falschen Radialgeschwindigkeiten, darunter alle mit einer RV von mehr als 625 km/s. In diesen Fällen wurden fälschlicherweise die Daten eines nahegelegenen Objekts mit vergleichbarer Helligkeit miteingerechnet dadurch ergaben sich extrem vergrößerte Werte. Gaia EDR3 enthält eine aktualisierte Liste der Objekte von GDR2, bei der die 4000 Objekte mit falschen Werten entfernt sind.

### Astrophysikalische Werte
Die Werte für Teff, Extinktion AG, Rötung E (GBP-GRP) bzw. Farbe, Radius und Leuchtkraft wurde alleine von der Drei-Band-Photometrie abgeleitet, in Verbindung mit der Parallaxe für einzelne Sterne. Die Verbindung von Temperatur, Extinktion und Rötung lässt sich mit dieser Breitbandmessung nicht genügend auflösen, so dass viele Annahmen gemacht wurden, um diese Werte zu schätzen. Die Berücksichtigung der begleitenden Dokumentation vor Verwendung dieser Werte wird empfohlen.

### Variable Sterne
Nur ein Teil der variablen Sterne wurde bis ins Detail erforscht. Nicht alle variablen Sterne wurden klassifiziert und ein Teil der Klassifizierung kann falsch sein.

### Objekte des Sonnensystems (SSO)
Die Objekte sind nicht vollständig nach einem Kriterium, veröffentlicht wurde eine Vorauswahl von bereits gut bekannten Hauptgürtelasteroiden, erdnahen Objekten und Trojanern. Alle veröffentlichten Objekte hatten mindestens 9 Transits. Helle Objekte mit G≲10 wurden entfernt, weil die Werte von systematischen Effekten beeinflusst und noch nicht präzise genug kalibriert sind. G-Band-Photometrie gibt es für ungefähr die Hälfte der Transits. Die von Gaia beobachtbaren Objekte sind mit wenigen Ausnahmen Asteroiden, so dass der Begriff SSO beinahe mit Asteroid zusammenfällt. Für DR2 wurde die automatische Objekterkennung für SSO noch nicht eingesetzt, diese wird erst in den späteren Veröffentlichungen eine Rolle spielen. Für DR2 wurden die beim Initial Data Treatment (IDT) gefundenen Objekte mit den erwarteten Transitdaten von allen bekannten Objekten abgeglichen, wie sie im Minor Planet Center registriert sind.

### Katalogfehler
Die Katalogfehler wurden erst nach der Veröffentlichung entdeckt. Ungefähr neun Millionen Objekte wurden falsch eingeteilt zwischen Objekten mit zwei Parametern und Objekten mit fünf Parametern. Ungefähr zwei Millionen Objekte wurde mit fünf Parametern veröffentlicht, obwohl die Datengrundlage dafür eigentlich nicht ausreichte und ungefähr sieben Millionen wurden mit zwei Parametern veröffentlicht, obwohl die Daten für eine Veröffentlichung mit fünf Parametern ausgereicht hätte.

## Meilensteine
Der erste Katalog Gaia DR1 mit 1,1 Milliarden Objekten wurde am 14. September 2016 veröffentlicht. Der zweite Katalog Gaia DR2 mit 1,7 Milliarden Objekten wurde am 25. April 2018 veröffentlicht.
Der dritte Katalog wurde in zwei Teilen veröffentlicht. Der erste Teil Gaia EDR3 mit 1,8 Milliarden Objekten mit verbesserter Astrometrie und Photometrie kam am 3. Dezember 2020 heraus. Der vollständige Katalog Gaia DR3 erschien am 13. Juni 2022, wegen Verzögerungen aufgrund der COVID-19-Pandemie, ein Jahr später als ursprünglich geplant.
Ein Update namens Gaia FPR (Focused Product Release) wurde am 10. Oktober 2023 veröffentlicht. Die Inhalte sind deutlich verbesserte Daten für Sonnensystemobjekte, Astrometrie und Photometrie des Kugelsternhaufens Omega Centauri mit ca. 500.000 neuen Objekten, Ergebnisse der Analyse von Quasaren und Gravitationslinsen, Analysen von interstellarem Gas und Absorptionslinien, sowie erweiterte Daten für variable Sterne mit langen Perioden.
Gaia DR4 soll die Ergebnisse aus 66 Monaten Beobachtung enthalten, erstmals auch mit einem Katalog von Exoplaneten. Er soll frühestens Mitte 2026 herauskommen. Der letzte Katalog Gaia DR5 soll nicht vor Ende 2030 herauskommen.